# دورس رونجه
دورس رونجه Doris Runge (ولدت في 15 يوليو 1943 في كارلوف في ولاية ميكلنبورج) هي كاتبة ألمانية.

## حياتها

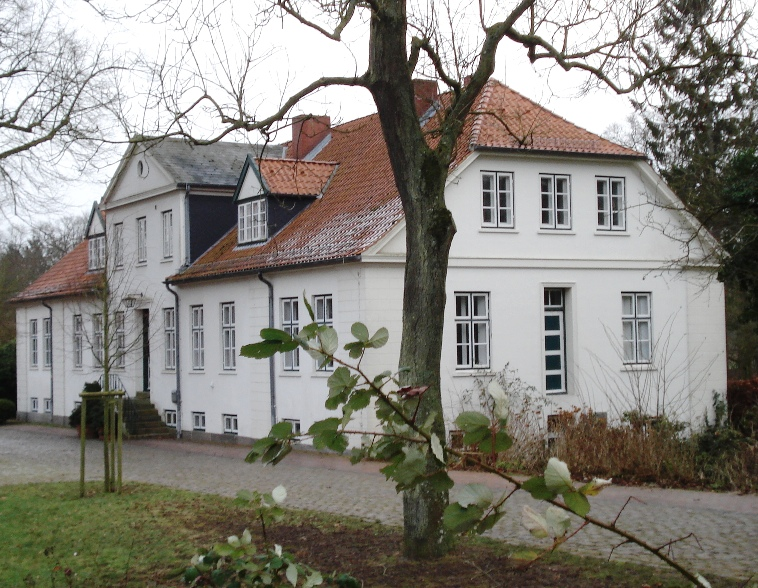
"البيت الأبيض" في سيزمار

كانت دورس رونجه ابنة لأحد أصحاب المصانع الذين نزعت منهم ملكياتهم بعد الحرب العالمية الثانية. انتقلت العائلة في عام 1953 إلى نويكيرشن في ولاية شليزفيج هولشتاين. وقد التحقت بالمدرسة في أولدنبورج في هولشتاين ولوبيك. وتخرجت بدراسة في كلية التربية في كيل وعملت لعدة سنوات معلمة. تزوجت بالرساميورجن رونجه بين عامي 1967 و 1981؛ وقد أقام الزوجان في جزيرة إبيتسا Ibiza في غرب البحر المتوسط بين عامي 1970 و 1975. وبعد عودتها إلى ألمانيا أقامت فيما يسمى «البيت الأبيض» في سيسمار Cismar في ولاية شليزفيج هولشتاين. وأدارت هناك معرضا فنيا وهي تلقى إلى جانب ذلك المحاضرات منذ عام 1993.
تعتبر دورس رونجه بشكل أساسي شاعرة, وقد تأثرت بشعر كل من باول تسيلان وهانس ماجنوس إنتسينبرجر. ويتميز شعرها بخلوه من علامات الترقيم, واستخدامها أسلوب تكتب فيه الجمل وتجعلها مزدحمة بالمعاني وقابلة للتأويل ويمكن أن تقرأ بطرائق شتى.

## جوائز حصلت عليها
- جائزة فريدريش هيبل 1985
- جائزة فريدريش هولدرلين من مدينة باد هومبورج 1997
- جائزة الفن من ولاية شليزفيج هولشتاين 1998
- الأستاذية لمادة الشعر في جامعة بامبرج 1999
- جائزة إيدا ديمل الأدبية من مؤسسة GEDOK 2007

## من أعمالها
- الطائر الذي يغني في الصباح 1985
- أنت أيضا 2003
- الثالثة عشرة 2007

## روابط خارجية
- دورس رونجه على موقع مونزينجر (الألمانية)